# Synagoga v Nové Cerekvi
Synagoga v Nové Cerekvi se nachází severovýchodně od obecního úřadu v Nové Cerekvi v ulici vedoucí východně k Obecnímu rybníku. Je chráněna jako kulturní památka České republiky.

## Historie
Budova vznikla před rokem 1855 v maurském stylu na místě menší synagogy z neznámého období. Do současné doby se dochovala s torzem svatostánku a desaterem nad ním.  Od roku 1964 byla budova využívána jako sklad,  v současnosti patří ŽO Praha. 
V obci se také nachází židovský hřbitov.

### Program záchrany architektonického dědictví
V rámci Programu záchrany architektonického dědictví bylo v roce 2008 na opravu památky čerpáno 600 000 Kč.